# Sinťiangský výrobní a stavební sbor
Sinťiangský výrobní a stavební sbor (čínsky v českém přepisu Sin-ťiang šeng-čchan ťien-še ping-tchuan, pchin-jinem Xīnjiāng Shēngchǎn Jiànshè Bīngtuán, ujgursky شىنجاڭ ئىشلەپچىقىرىش قۇرۇلۇش بىڭتۇەنى‎, často označovány zkráceně jen Ping-tchuan) je státní paramilitární organizace zřízená vedením Čínské lidové republiky v roce 1954 pro hospodářskou správu a rozvoj Ujgurské autonomní oblasti Sin-ťiangu.
Na základě příkazu Mao Ce-tunga ji založil v roce 1954 Wang Čen a prvních čtrnáct let stál v jejím čele Tchao Č’-jüe.
Organizace má přibližně 2,6 miliónu členů a má plně ve své správě mj. deset středně velkých (jednotky stovek tisíc obyvatel) měst, které sama vybudovala. Sama je interně členěna na 14 divizí, jež jsou dále členěny na dohromady 195 pluků.
Z demografického hlediska byli v Ping-tchuanu k roku 2002 podle odhadů nejvíce zastoupeni Chanové (2,2 mil., resp. 88,1 %), Ujguři (165 tis., resp. 6,6 %), Chuejové (75 tis., resp. 2,6) a Kazaši (43 tisíc, resp. 1,7 %).
V červenci 2020 patřil Ping-tchuan a jeho vůdci mezi organizace, na které uvalily Spojené státy americké sankce v rámci Magnitského zákona kvůli provozování reedukačních středisek v Sin-ťiangu.